# Années 1800
Les années 1800 couvrent la période entre 1800 et 1809.

## Évènements
- 1800 : 
  - Acte d'Union de l'Irlande au Royaume-Uni[1].
  - campagne de Bonaparte en Italie[2].
- 1801 :
  - traité de Lunéville. L’Autriche admet la possession de la rive gauche du Rhin par la France et abandonne ses droits en Italie[2].
  - guerre des Oranges[2].
- 1801-1805 : guerre de Tripoli, première guerre menée par les États-Unis après leur indépendance contre les Régences turques de Tripoli, de Tunis et d'Alger[3].
- 1801-1803 : expédition de Saint-Domingue[2].
- 1802 : paix d'Amiens[2].

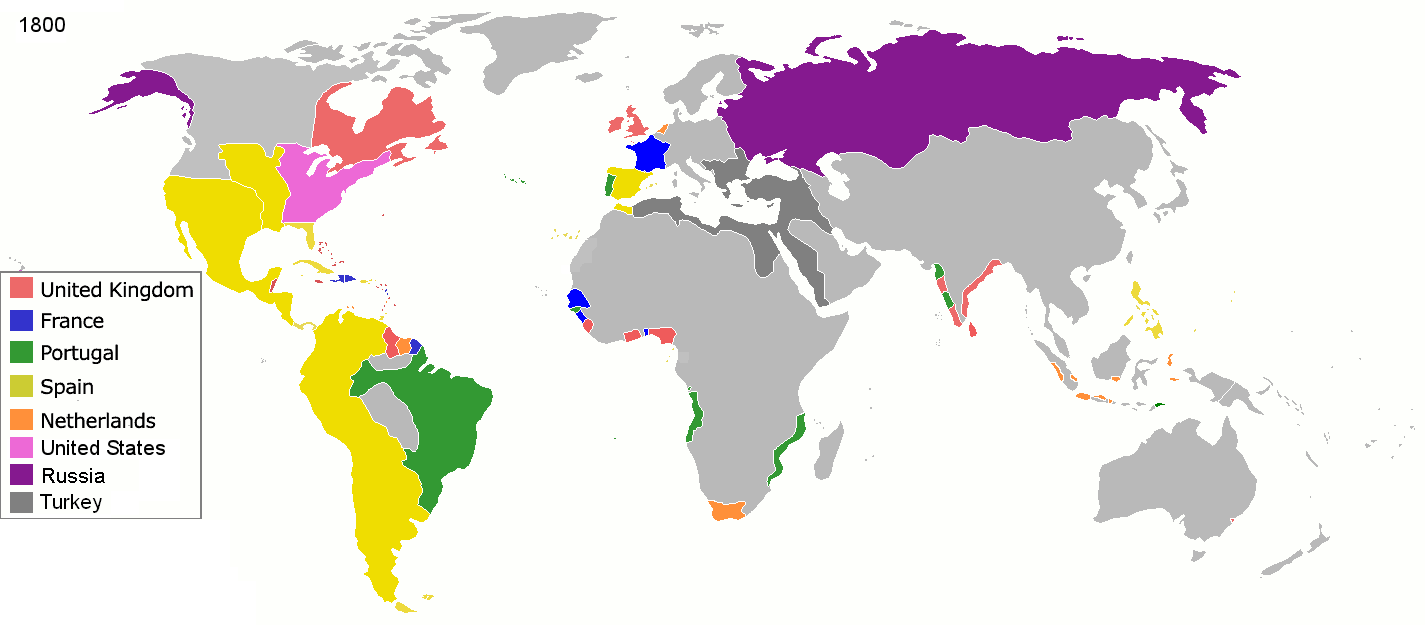
Les empires coloniaux en 1800.

- 1803 : les États-Unis achètent la Louisiane à la France[4].
- 1803-1815 : guerres napoléoniennes[5].
- 1804 : Napoléon Bonaparte devient empereur des Français[5].
- 1804-1810 : guerre sainte d'Usman dan Fodio établit l'Empire de Sokoto[6].
- 1804-1813 : guerre russo-persane[7].
- 1804–1830 : période Kasei (en) au Japon (ères Bunka et Bunsei), nouvelle étape dans l’épanouissement d’une culture urbaine centrée autour d’Edo, capitale du shogun[8].
- 1805 : guerre de la troisième coalition[7].
- 1806 : blocus continental[2]. traité de la confédération du Rhin. Fin du Saint-Empire romain germanique et création de l'empire d'Autriche (1806-1867)[9].
- 1806-1807 : 
  - guerre de la Quatrième Coalition[7].
  - invasions britanniques du Río de la Plata[10].
- 1806-1807 : l'île Bonaparte est frappée par les Grandes avalasses[11].
- 1807 : paix de Tilsit[2] ; création du grand duché de Varsovie[7]. Traité de Finkenstein (alliance franco-perse)[12].
- 1808 : entrevue d'Erfurt[7].
- 1808-1809 : guerre de Finlande[2].
- 1808-1814 : guerre d'indépendance espagnole[2].
- 1809 : guerre de la cinquième coalition ; rébellion du Tyrol[13].
- Vers 1809 : le Français Pierre-Joseph Briot fonde à Naples la « Carbonaria »[14]. Les sociétés secrètes se multiplient en Italie (Adelphi, Carbonaria, Guelfa). Elles rassemblent partisans de l’unité, jacobins trahis, parfois des généraux napoléoniens et souvent des espions et des envoyés de la coalition.

## Personnages significatifs
- Napoléon Ier
- Joseph Bonaparte
- Charles-Maurice de Talleyrand-Périgord
- Thomas Jefferson
- Lewis et Clark
- Toussaint Louverture
- William Pitt le Jeune
- William Cavendish, duc de Portland
- Horatio Nelson
- François Ier d'Autriche
- Charles Louis d'Autriche
- Frédéric-Guillaume III de Prusse
- Alexandre Ier de Russie
- Mikhaïl Koutouzov
- Mungo Park
- Pie VII
- Juliette Récamier
- Ranjît Singh
- Fath Ali Shah Qajar
- Jiaqing